# Rucewko
Rucewko – wieś w Polsce położona w województwie kujawsko-pomorskim, w powiecie inowrocławskim, w gminie Złotniki Kujawskie.
W latach 1975–1998 miejscowość administracyjnie należała do województwa bydgoskiego.

## Historia
Dawniej nosiła nazwę Rzuczewo Małe, parafia Lisewo.
W latach 1560–1583 własność Piotra Sośnickiego (8 łanów, 10 zagród, 1 komornik, 2 rzemieślników).

## Zabytki
Według rejestru zabytków NID na listę zabytków wpisany jest zespół dworski, nr rej.: A/341/1-3 z 28.10.1992:
- dwór, ok. 1861, k. XIX w.
- rządcówka, poł. XIX w.
- park, pocz. XIX w.